# Edwin Moses (banda)
Edwin Moses es un grupo de soul y pop español procedente de Gijón.

## Historia
Edwin Moses se forma en el año 1994, cuando Pedro Vigil, miembro por aquel entonces de Penelope Trip y Luigi Navarro, miembro de Detritus X, formaciones ambas que se etiquetarían como Xixón sound, deciden poner en común sus gustos musicales, más cercanos al soul de Motown o al pop, que a la música que hacían con sus respectivos grupos, y logran llevar a cabo la idea original, hacer música pop con raíces soul y con un sonido parecido al de los discos de la primera mitad de los años setenta tipo Motown, sin escatimar en arreglos orquestales de cuerda, viento, metales y voces.
No es hasta 1996 que graban su primera maqueta de 4 temas, Baloncesto gracias a la cual fichan por el sello madrileño Siesta Records, donde posteriormente desarrollarán toda su carrera.
En 1997 sale a la luz Baloncesto E.P., un disco de 4 canciones que ya refleja las intenciones de sonido del grupo, con cuidadas melodías pop y esmerados arreglos orquestales soul, grabado en los estudios de Paco Loco, pieza importante en el sonido del grupo, y con el que han grabado el resto de sus álbumes.
En 1999 se incorpora el navarro Pablo Errea como vocalista de la banda, siendo este uno de los momentos más importantes en la historia del grupo, ya que encuentran en Pablo (exmiembro de varias formaciones, como Greenhouse Effect o Ritual de lo habitual, la pieza perfecta que necesitaban.
Tras sufrir varios cambios de formación a lo largo de los años, encuentran la estabilidad con los músicos que reclutan para su mini-gira asiática en 2006, a la que se incorporan Eduardo G. Salueña y Juan A. Martínez.
En 2008 comienzan a grabar su cuarto disco de estudio, entre el estudio de Pedro Vigil en Gijón y el de Paco Loco en El Puerto de Sta. María, Cádiz.

## Miembros
- Pedro Vigil - Guitarra, bajo, coros. Otros grupos: Penelope Trip, Vigil...
- Pablo Errea - Voz solista, bajo, guitarra. Otros grupos: The Guinea pig, Remate & Loco band, Australian Blonde, Ritual de lo habitual, Greenhouse effect...
- Manu Molina - Batería. Otros grupos: Nacho Vegas, Detritus X, Koniec...
- Eduardo G. Salueña - Teclados, coros. Otros grupos: Senogul, Cuac!...
- Juan A. Martínez - Saxo barítono, tenor, coros. Otros grupos: Saxattack
- Guzmán Argüello - Saxo alto, flauta. Otros grupos: Mü

### Miembros pasados
- Luigi Navarro - Guitarra (desde 1994 hasta 2003)
- César Latorre - Teclados (desde 2000 hasta 2001)
- Jacobo de Miguel - Teclados (desde 2003 hasta 2007)
- Juan Toraño - Bajo, Guitarra (desde 2003 hasta 2005)
- José R. de la Arena - Percusión (desde 2006 hasta 2008)
- Eva Toca - Batería (2008)

## Discografía

### Álbumes
- Edwin Moses - 2000
- Love turns you upside down - 2003
- The gospel African years of Jamal Nafsum - 2006
- Cabrini Green - 2012

### EP
- Baloncesto E.P. - 1997